# (6022) Jyuro
(6022) Jyuro est un astéroïde de la ceinture principale.

## Description
(6022) Jyuro est un astéroïde de la ceinture principale. Il fut découvert le 26 octobre 1992 à Kitami par Kin Endate et Kazurō Watanabe. Il présente une orbite caractérisée par un demi-grand axe de 2,24 UA, une excentricité de 0,06 et une inclinaison de 4,6° par rapport à l'écliptique.

## Compléments